# Siedlice (Radowo Małe)
Siedlice (deutsch Zeitlitz) ist ein Dorf in der Woiwodschaft Westpommern in Polen. Es gehört zur Gmina Radowo Małe (Gemeinde Klein Raddow) im Powiat Łobeski (Labeser Kreis).

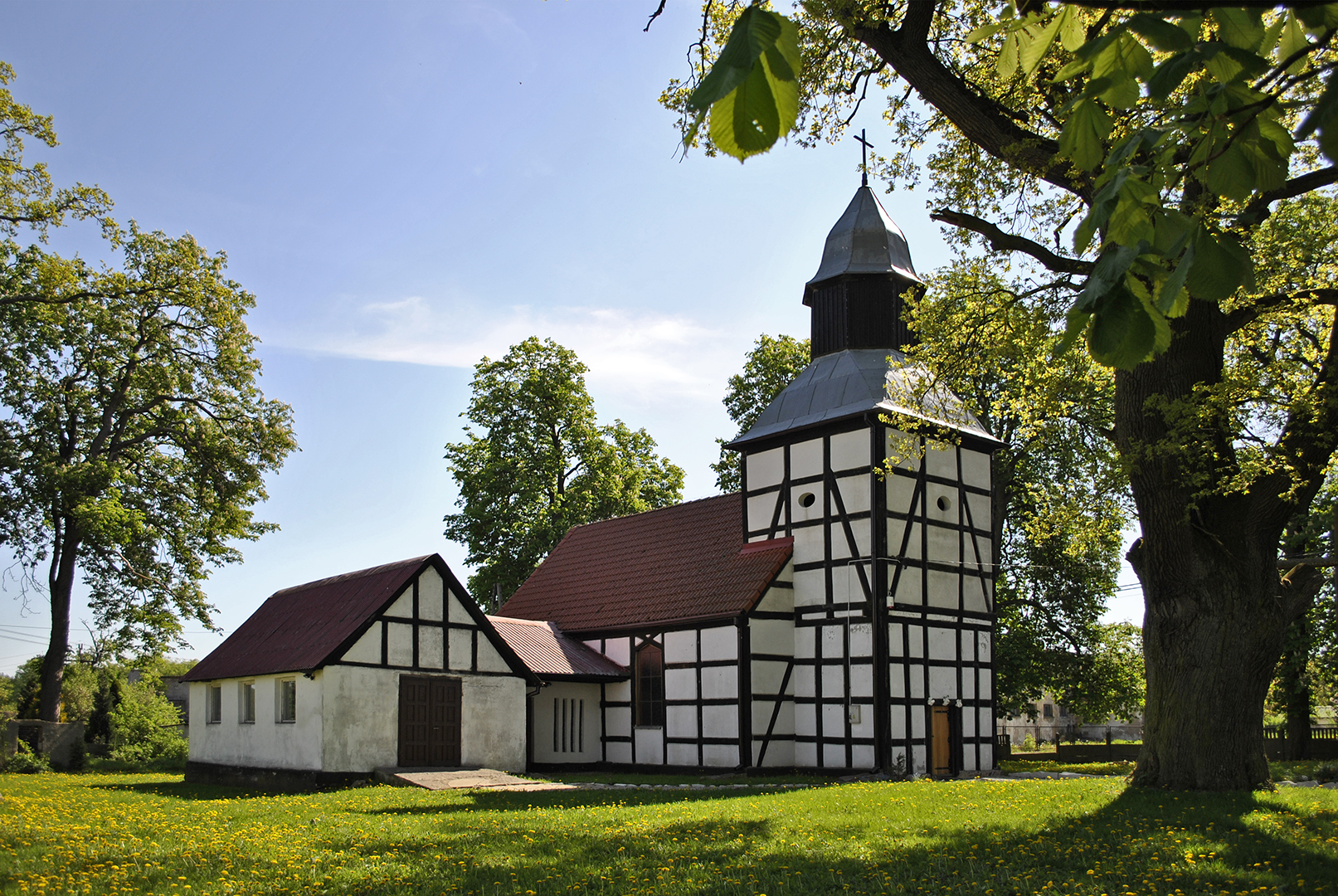
Dorfkirche (2011)

## Geographische Lage
Das Dorf liegt in Hinterpommern, etwa 65 Kilometer nordöstlich von Stettin und knapp 10 Kilometer nordwestlich der Kreisstadt Labes. Am nördlichen Rand des Dorfes verläuft in Ost-West-Richtung die Woiwodschaftsstraße 146.

## Geschichte
Ab dem 19. Jahrhundert bestanden der politische Gutsbezirk Zeitlitz und die Landgemeinde Zeitlitz nebeneinander. Im Jahre 1910 zählte der Gutsbezirk Zeitlitz 299 Einwohner, die Landgemeinde Zeitlitz 115 Einwohner. Zum Gutsbezirk Zeitlitz gehörte auch das Vorwerk Friedrichsruh mit 10 Einwohnern.
Später wurden der Gutsbezirk Zeitlitz und der benachbarte Gutsbezirk Köhne in die Landgemeinde Zeitlitz eingemeindet. Bis 1945 bildete Zeitlitz eine Landgemeinde im Kreis Regenwalde der preußischen Provinz Pommern. Zur Landgemeinde gehörten auch die Wohnplätze Forsthaus Raddowerheide, Friedrichsruh und Köhne. Die Gemeinde zählte im Jahre 1925 509 Einwohner in 91 Haushaltungen und im Jahre 1939 443 Einwohner.
Nach dem Zweiten Weltkrieg kam Zeitlitz, wie ganz Hinterpommern, an Polen. Die Bevölkerung wurde durch Polen ersetzt. Der Ortsname wurde zu „Siedlice“ polonisiert. Heute liegt das Dorf in der polnischen Gmina Radowo Małe (Gemeinde Klein Raddow), in der es ein eigenes Schulzenamt bildet, zu dem auch die Wohnplätze Konie (Köhne) und  Sułkowo (Friedrichsruh) gehören.